# Midila agrippina
Midila agrippina är en fjärilsart som beskrevs av Munroe 1970. Midila agrippina ingår i släktet Midila och familjen Crambidae. Inga underarter finns listade i Catalogue of Life.